# Bell Aircraft
La Bell Aircraft Corporation fu una società statunitense attiva nel settore aerospaziale, divenuta famosa per il Bell X-1, il primo velivolo supersonico, e per la progettazione e costruzione di svariati velivoli come elicotteri civili e militari. Bell sviluppò anche il Reaction Control System per il Progetto Mercury, il North American X-15, e la Bell Rocket Belt. La società venne comprata nel 1960 dalla Textron, e tuttora è nota come Bell Helicopter.

## Storia
Ancora adolescente, Lawrence Dale Bell vide il suo primo show aeronautico, rimanendone affascinato. Bell iniziò a lavorare nel 1912 assieme al fratello presso la Glenn L. Martin Company. Nel 1920, Bell divenne presidente e direttore della Martin, a Cleveland. Nel 1924 lasciò la società rassegnando le dimissioni a Martin che non lo volle nella proprietà.
Bell lavorò diversi anni al di fuori del settore aeronautico e venne assunto nel 1928 da Reuben H. Fleet alla Consolidated Aircraft, in Buffalo, New York. Volle comunque aprire una sua società e consapevole di non riuscire a competere con Consolidated Aircraft o Curtiss-Wright, di Buffalo, ma nel 1935 la Consolidated Aircraft si spostò a San Diego (California), e Bell fondò la Bell Aircraft Company, il 10 luglio 1935 nella sede della Consolidated al 2050 Elmwood Avenue in North Delaware area di Buffalo.
Bell fu il terzo costruttore della zona dopo che nel 1916 il sito venne costruito per la Curtiss Aeroplane & Motor Company, e durante la prima guerra mondiale venne considerato il sito più grande al mondo per la costruzione di aeromobili.
Bell ricevette il suo primo contratto nel 1937 con il Bell YFM-1 Airacuda, bombardiere a motore Allison Engine Company a elica. Vennero prodotti 13 esemplari fino al 1942.

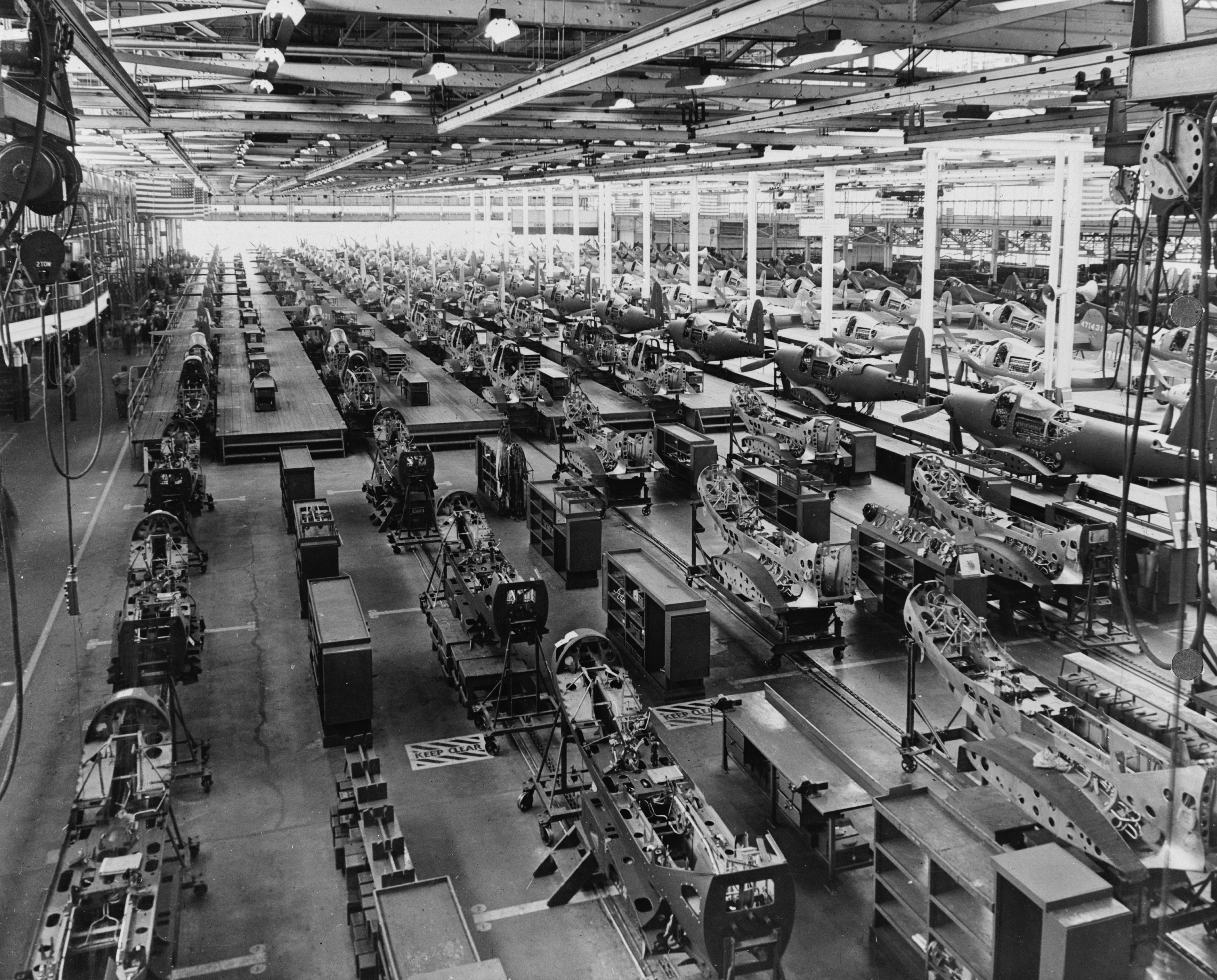
Bell Aircraft Corporation a Wheatfield, NY (Buffalo / Niagara Falls) durante gli anni '40. Unità produttiva del Bell P-39 Airacobra e P-63 Kingcobra.

Bell ebbe maggior successo con il Bell P-39 Airacobra, costruito in 9.588 esemplari.
Venne prodotto anche il velivolo variante P-63 Kingcobra. Vennero costruiti 2.971 P-63 tra il 1943 e il 1945, tanti consegnati all'Unione Sovietica. Vennero costruiti anche i P-47 Thunderbolt e i P-38 Lightning.
Nell'ottobre 1942, Bell costruì il jet P-59 Airacomet il primo jet statunitense. Il motore fu della General Electric.
Durante la seconda guerra mondiale, Bell costruì anche velivoli su licenza come Consolidated B-24 Liberator e Boeing B-29 Superfortress.

### Il secondo dopoguerra
Il sito della Bell a Wheatfield, vicino a Buffalo proseguì le attività mentre il sito di Marietta divenne della Lockheed Corporation, per la produzione del C-130 Hercules, C-141 Starlifter, e C-5 Galaxy. Bell costruì il Bell XP-77, un piccolo caccia, il Bell XP-83 fu un jet da scorta e il Bell XF-109 fu un VTOL.
Il contributo maggiore della Bell Aircraft all'industria aerospaziale arrivò con il primo velivolo supersonico della storia, il Bell X-1 e il suo successore Bell X-2. Seguirono X-1A, X-1B, X-1C, X-1D, e X-1E.
Bell progettò e costruì diversi velivoli sperimentali per la U.S. Air Force e la National Advisory Committee on Aeronautics (NACA) e successivamente NASA. Il Bell X-2 Starbuster raggiunse Mach 3 (2,100 mph) e 126.000 ft di altitudine nel 1955.
Bell produsse propulsioni a razzo con il contributo di Walter Dornberger, tedesco e comandante del Centro di ricerca militare di Peenemünde e Wendell Moore. Bell sviluppò il missile GAM-63 RASCAL nel 1957. Wendell Moore sviluppò la Bell Rocket Belt. Bell costruì anche il motore per razzo Agena.
La Bell iniziò la produzione di elicotteri nel 1941 con il Bell Model 30,che volò nel 1943. Bell Helicopter divenne divisione della  Aircraft nel periodo di acquisizione da parte di Textron Corporation. Il Bell UH-1 Iroquois divenne l'elicottero più famoso durante a guerra del Vietnam.
Lawrence Bell morì nel 1956.
Textron comprò la Bell Aerospace il 5 luglio 1960. Bell progettò e costruì il Reaction Control system per il Progetto Mercury e un sistema simile venne messo anche sul North American X-15. NASA selezionò la Bell per lo sviluppò del LLRV Lunar Landing Research Vehicle. Bell progettò e costruì anche il motore del Apollo LEM Ascent Propulsion System.

## Prodotti

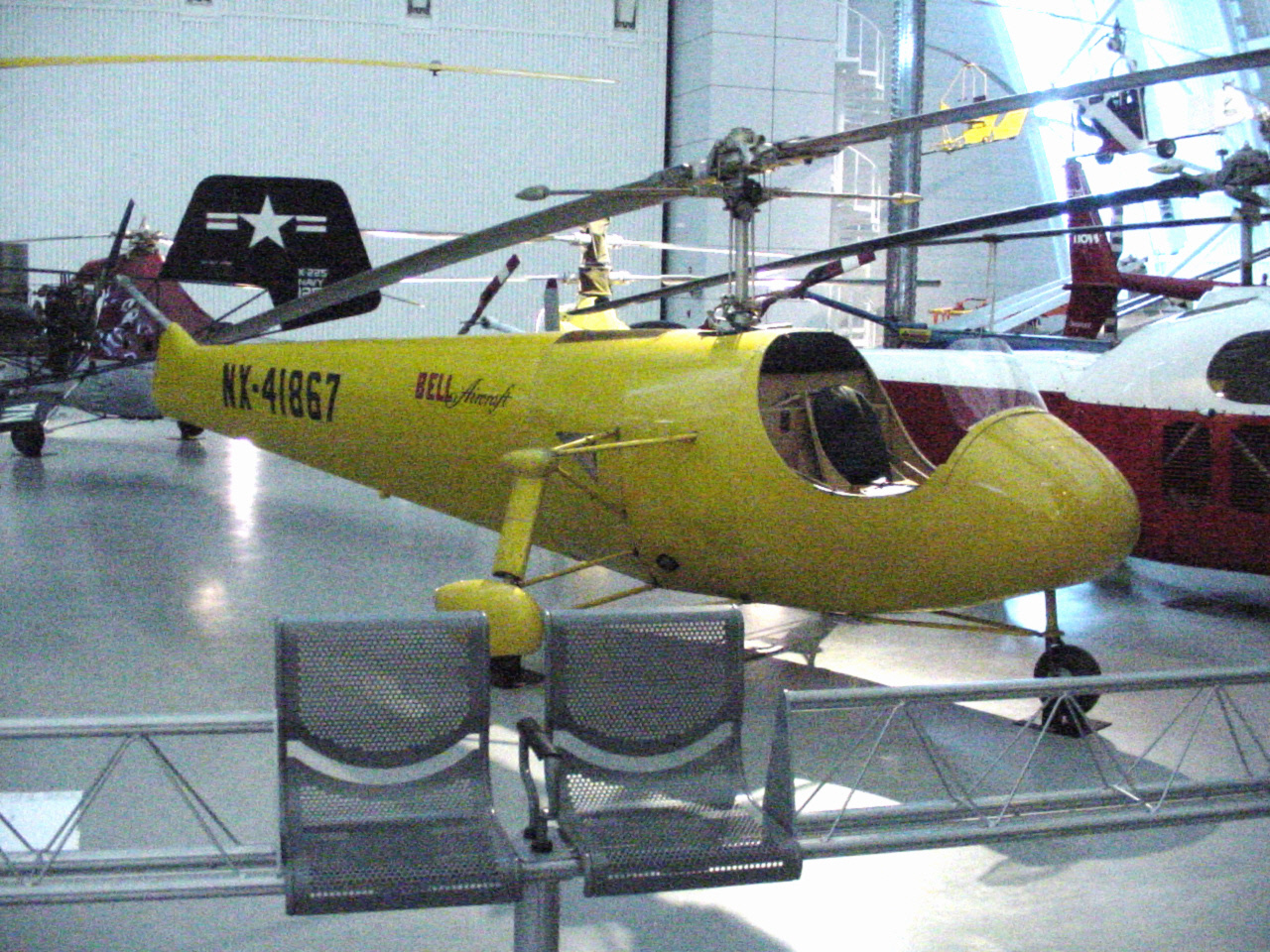
Bell 30 Ship 1A presso il National Air and Space Museum

### Aeromobili
| Modello                        | Primo volo | Numero esemplari | Tipo                                                |
| ------------------------------ | ---------- | ---------------- | --------------------------------------------------- |
| Bell YFM-1 Airacuda            | 1937       | 13               | Twin piston engine heavy fighter                    |
| Bell P-39 Airacobra            | 1938       | 9.588            | Single piston engine fighter                        |
| Bell XFL Airabonita            | 1940       | 1                | Prototype single piston engine naval fighter        |
| Bell P-63 Kingcobra            | 1942       | 3.303            | Single piston engine fighter                        |
| Bell P-76                      | 1942       | 3                | Prototype single piston engine fighter              |
| Bell B-29 Superfortress        | 1943       | 668              | Four piston engine strategic bomber                 |
| Bell 30                        | 1943       | 3                | Prototype single piston engine helicopter           |
| Bell XP-77                     | 1944       | 2                | Prototype single piston engine fighter              |
| Bell XP-83                     | 1945       | 2                | Prototype twin jet engine escort fighter            |
| Bell 47                        | 1945       | 5.600            | Single piston engine helicopter                     |
| Bell X-1                       | 1946       | 7                | Experimental single rocket engine airplane          |
| Bell XH-15                     | 1948       | 3                | Prototype single piston engine utility helicopter   |
| Bell X-5                       | 1951       | 2                | Experimental single jet engine airplane             |
| Bell X-2                       | 1952/1955  | 2                | Experimental single rocket engine airplane          |
| Bell HSL                       | 1953       | 53               | Single piston engine anti-submarine helicopter      |
| Bell Model 65                  | 1954       | 1                | Experimental twin jet engine VTOL aircraft          |
| Bell 201                       | 1954       | 1                | Experimental single turboshaft engine helicopter    |
| Bell XV-3                      | 1955       | 2                | Experimental single piston engine VTOL aircraft     |
| Bell 204/205                   | 1956       |                  | Single turboshaft engine utility helicopter         |
| Bell X-14                      | 1957       | 1                | Experimental twin jet engine VTOL aircraft          |
| Lunar Landing Research Vehicle | 1964       | 5                | Experimental jet/rocket VTOL aircraft               |
| Bell X-22                      | 1966       | 2                | Experimental four turboshaft engine V/STOL aircraft |
| Bell XP-52                     | N/A        | 0                | Unbuilt single piston engine fighter                |
| Bell X-16                      | N/A        | 0                | Unbuilt twin jet engine reconnaissance airplane     |
| Bell D-188A                    | N/A        | 0                | Unbuilt eight jet engine VTOL fighter               |
| Bell Model 50                  | N/A        | 0                | Unbuilt convertiplane                               |
| Bell Model 49                  |            | 1                | Experimental single piston engine helicopter        |
| Bell Rocket Belt               |            |                  | Jet pack                                            |
| Bell 47J Ranger                | 1956       | 361              | Single piston engine utility helicopter             |

### Veicoli spaziali
- Bell Pogo
- Lunar Escape Systems

### Missili
- AAM-N-5 Meteor
- ASM-A-1 Tarzon
- GAM-63 RASCAL
- Nord CT.41/Bell PQM-56 aerial target
- Bell X-9 Shrike

### Hovercraft
- LACV-30 military hovercraft
- SK-5 military hovercraft built under licence

#### Société d'Étude et de Développement des Aéroglisseurs Marins
La Société d'Étude et de Développement des Aéroglisseurs Marins (SEDAM) fu la divisione francese della Bell fondata nel 1965 e che costruì il N500 Naviplane hovercraft, e il N.300 Naviplane e il Naviplane N102. SEDAM venne chiusa nel 1982.